# 许昌市文物保护单位
许昌市文物保护单位，是许昌市政府公布的辖区内市级文物保护名单，截至2017年已公布过四批。其中第三批公布于2009年，计53处；第四批公布于2017年，计29处。